# بيدك (مقاطعة فسا)
بيدك (بالفارسية: بیدک) هي قرية تقع في Jangal Rural District في إيران. يقدر عدد سكانها بـ 90 نسمة بحسب إحصاء 2016.